# Opelytus
Genre
Opelytus est un genre d'opilions laniatores de la famille des Epedanidae.

## Distribution
Les espèces de ce genre se rencontrent en Asie du Sud-Est.

## Liste des espèces
Selon World Catalogue of Opiliones (30/06/2021) :
- Opelytus rugichelis Roewer, 1938
- Opelytus simoni Roewer, 1927
- Opelytus spinichelis Roewer, 1938
- Opelytus vepretum Roewer, 1927

## Publication originale
- Roewer, 1927 : « Weitere Weberknechte I. 1. Ergänzung der: "Weberknechte der Erde", 1923. » Abhandlungen des Naturwissenschaftlichen Vereins zu Bremen, vol. 26, p. 261–402.